# Столкновение в Физулинском районе (28 мая 2014)
Столкновение в Физулинском районе (28 мая 2014) — локальное столкновение Вооружённых сил Азербайджана и Армии обороны непризнанной Нагорно-Карабахской Республики на южном направлении соприкосновения войск, случившееся в ночь с 27 на 28 мая 2014 года. Согласно армянским и азербайджанским данным причиной дестабилизации обстановки в районе явилась диверсионная вылазка противоположной стороны.

## История
В конце 1980-х годов в регионе вспыхнул карабахский конфликт, вылившийся в полномасштабную войну между поддерживаемым Арменией армянским населением Нагорного Карабаха с одной стороны и Азербайджаном с другой. После нескольких лет кровопролитных боёв, 12 мая 1994 года представители трёх сторон: Азербайджана, Армении и НКР подписали соглашение о перемирии. Подписание соглашения о прекращении огня закончило активную фазу военных действий в регионе и позволило перейти к мирным переговорам о статусе региона. В результате конфликта была образована де-юре непризнанная мировым сообществом, де-факто независимая Нагорно-Карабахская Республика.

## Хронология событий
В ночь с 27 на 28 мая 2014 года в пределах 2:55 на южном участке соприкосновения войск Азербайджана и НКР случилось боестолкновение. В результате боя обе стороны понесли потери убитыми и ранеными. По подтвержденным данным ВС Азербайджана убитыми потеряли 2-х человек: капитана Фикрета Мамедова (1982 г.р) и прапорщика Худаверди Абилова (1991 г.р.); в рядах вооруженных сил армии обороны НКР был убит ефрейтор Эрик Гаспарян (1995 г.р). Азербайджанская сторона виновной в случившимся называла армянскую сторону, которую обвиняла в нападении на опорный пункт азербайджанских ВС. В ответ на эти обвинения пресс-секретарь министерства обороны Армении Арцрун Ованнисян, заявил: 

Где вы видели, чтобы границу защищали капитаны и младшие офицеры, а рядовые военнослужащие нападали в качестве диверсантов?
 В свою очередь армянская сторона, приводя в аргумент возраст и звания погибших с обеих сторон, обвиняла в произошедшем ВС Азербайджана, чье спецподразделение совершило разведывательно-диверсионную вылазку. Кроме этого, в поддержку своей версии, армянские СМИ обращали внимание, на тот факт, что на похоронах капитана Фикрета Мамедова, присутствовала его фотография в парадной форме и с шевроном (нашивкой) войск специального назначения (недоступная ссылка). По словам начальника Управления по морально-психологической подготовке и связям с общественностью Министерства обороны Азербайджана полковника Руфата Амирова, Фикрет Мамедов после окончания Высшей военной школы имени Гейдара Алиева служил командиром мотострелкового взвода.

## Потери
ВС Азербайджана
- капитан Мамедов Фикрет Акиф оглу (1982 г. р.). Посмертно представлен к медали «За отвагу»[2]. Похоронен на II Аллее Шехидов[5].
- прапорщик Абилов Худаверди Фархад оглу (1991 г. р.). Посмертно награждён медалью «За отличие в военной службе» 3-й степени[2].

ВС АО НКР
- ефрейтор Эрик Гаспарян (1995 г. р.)

## Раненые
ВС Азербайджана
- рядовой Мирзазаде Мехман Дадашбала оглу (1994 г. р.)[2][6]